# Kathryn Mann
Pour les articles homonymes, voir Mann.
Kathryn Mann est une mathématicienne canadienne spécialiste de topologie géométrique et théorie géométrique des groupes. Elle est professeure adjointe de mathématiques à l'université Cornell depuis 2019.

## Biographie
Kathryn Mann est diplômée de l'université de Toronto en 2008, avec un bachelor en mathématiques et philosophie. Elle prépare un doctorat en mathématiques à l'université de Chicago et soutient sa thèse, intitulée Components of Representation Spaces, dirigée par Benson Farb en 2014.
Elle est professeure assistante invitée Morrey et chercheuse postdoctorale financée par la Fondation nationale pour la science (NSF) à l'université de Californie à Berkeley de 2014 à 2016, puis chercheuse postdoctorale au Mathematical Sciences Research Institute (MSRI) en 2015. Elle est professeure invitée à l'université Pierre-et-Marie-Curie en 2016, et professeure adjointe Manning de mathématiques à l'université Brown de 2017 à 2019. Elle est professeure adjointe à l'université Cornell depuis 2019.

## Recherches
Les recherches de Mann implique les symétries des variétés. Elle a fait des progrès significatifs sur le problème posé par Étienne Ghys : lorsque les symétries d'une variété agissent de manière non triviale sur une deuxième variété, la première variété doit-elle avoir une dimension plus petite ou égale à la seconde ? [H]  Elle a également étudié la rigidité de groupes de symétries de surfaces [S] .
Elle a développé un programme de recherches centré sur les groupes d'homéomorphismes et de difféomorphismes de variétés, plus spécialement en basses dimensions. Parmi ses succès majeurs figure la caractérisation des représentations géométriques de groupes de surfaces fermées dans des homéomorphismes du cercle. Les représentations géométriques proviennent de plongements tels des réseaux dans des groupes de Lie. Mann a prouvé que ces représentations géométriques de groupes de surfaces fermées sont globalement rigides, ce qui signifie que leurs propriétés dynamiques ne changent pas quelle que soit la déformation.
Dans un article conjoint avec Maxime Wolff, elle établit la réciproque de ce théorème, en montrant que des représentations rigides de groupes de surfaces fermées sont géométriques.

## Prix et distinctions
Kathryn Mann obtient en 2016 le prix Mary Ellen Rudin pour « son travail approfondi et approfondi sur les groupes d'homéomorphisme des variétés ». L'Association for Women in Mathematics lui décerne son prix Joan & Joseph Birman de recherche en topologie et géométrie 2019, pour « des percées majeures dans la théorie de la dynamique des actions de groupe sur les variétés ». Toujours en 2019, la Fondation des Mathématiciens de Wrocław lui décerne le prix Kamil Duszenko.
Elle a également reçu un prix CAREER de la National Science Foundation (en) et une bourse de recherche Sloan.

## Publications
- [H] (en) Kathryn Mann, « Homomorphisms between diffeomorphism groups », Ergodic Theory and Dynamical Systems, vol. 35, no 1,‎ 2015, p. 192–214 (DOI 10.1017/etds.2013.31, MR 3294298, arXiv 1206.1196)
- [S] (en) Kathryn Mann, « Spaces of surface group representations », Inventiones Mathematicae, vol. 201, no 2,‎ 2015, p. 669–710 (DOI 10.1007/s00222-014-0558-4, MR 3370623)